# Pierre-François Berthois
Pour les articles homonymes, voir Berthois.
Pierre-François Marie Berthois, sieur de la Rousselière, né le 14 février 1737 à Vitré et mort le 29 avril 1792 à Lille, est un ingénieur et officier français. 

## Biographie
Lieutenant-colonel du Génie et directeur des fortifications de Lille, il est chargé en 1791, avec Theobald de Dillon, de la défense de Calais. Ils tentent d'éviter une confrontation avec une division autrichienne lors du combat de Marquain, le 29 avril 1792, ce qui fait croire à leurs soldats à une trahison. Ils sont alors massacrés, Berthois finissant suspendu aux remparts de la ville. 
Comme Dillon, Berthois a été réhabilité par la Convention. 
Jules Verne l'évoque dans son roman Le Chemin de France (chapitre VIII). 
Il est le père d'Auguste de Berthois.